# .neon
.neon er det andet album fra det tyske black metal/post-rock-band Lantlôs. Det blev udgivet i juni 2010, og var første album med Stéphane Paut, også kendt som Neige, på vokal.

## Spor
| Nr. | Titel                    | Længde |
| --- | ------------------------ | ------ |
| 1.  | "Minusmensch"            | 07:49  |
| 2.  | "These Nights Were Ours" | 04:41  |
| 3.  | "Pulse / Surreal"        | 08:21  |
| 4.  | "Neige de Mars"          | 05:01  |
| 5.  | "Coma"                   | 06:07  |
| 6.  | "Neon"                   | 07:42  |